# 科洛佳日內 (米爾霍羅德區)
49°56′55″N 34°15′0″E / 49.94861°N 34.25000°E
科洛佳日内（烏克蘭語：Колодяжне），是烏克蘭的村落，位於該國中部波爾塔瓦州，由米爾霍羅德區希沙基市镇負責管轄，處於霍夫特瓦河畔，距離若爾日夫卡1公里，海拔高度152米，2001年人口9。